# Minanga phoebea
Minanga phoebea är en stekelart som beskrevs av Donald L.J. Quicke 2008. Minanga phoebea ingår i släktet Minanga och familjen bracksteklar. Inga underarter finns listade i Catalogue of Life.